# Коломиец, Дарья Юрьевна
Дарья  Юрьевна Коломиец (укр. Дар'я Юріївна Коломієць; род. 9 августа 1988, Черкассы) — украинская диджей, музыкальный селектор, продюсер, теле-, радиоведущая.

## Биография
Дарья родилась 9 августа 1988 года в Черкассах. Училась в гуманитарно-правовом лицее, занималась в музыкальной студии «Арт Мастер». Тяга к публичным выступлением предопределила её профессию. В 16 лет переехала в Киев и поступила в КНУКиИ на специальность «диктор и ведущий телепрограмм».
Первое появление на ТВ было в роли участника шоу «Фабрика Звезд», а карьеру телеведущей начала в развлекательной телепередаче «Teen Time».

## Карьера

### Новый Канал(2008—2012)
- В 2007 году брала участие в проекте Нового Канала «Фабрика Звезд»
- С 2008 по 2011 год вела молодёжную программу про сериалы «Teen Time»
- С 2009 по 2011 год работала в развлекательном шоу «Живчик — Старты»[5]. Первые два сезона вела со Славой Вардой, а последующие с братьями Борисенко
- В 2011 стала редактором экстрим-шоу «Я — герой».[6]
- С 2011 по 2012 — редактор шоу «Мечты Сбываются».[7]

### М1(2011—2015)
- С 2011 по 2012 вела дневную программу «Hello Show».[8]
- Летом 2011 и 2012 стала ведущей и редактором спецпроекта на Юрмале «Новая Волна. Как это было»
- С 2011 по 2015 была соведущей утреннего шоу «Guten Morgen».

### НЛО TV(2016 — 2017)
- В сентябре 2016 года начинает вести утреннее шоу «Пробуддись»[9] совместно с Алексеем Дурневым, Евгением Галичем, Александрой Шульгиной и Владом Иваненко.

### Радио Аристократы(2016 — 2019)
- В сентябре 2016 года начинает вести утреннее шоу на радио Аристократы[10]. В компании Данилы Хомутовского, Ярослава Лодыгина, Андрея Пелюховского и Дарьи Мангуби.
- В сентябре 2017 начинает вести "Нова музика Даші Коломієць[11]"

### Музыкальный журналkolomiec.com(2019 — настоящее время)
В октябре 2019 года запустила собственный музыкальный журнал, на котором собирает все свои сеты, плейлисты и подкасты. Отдельно предусмотрена функция онлайн-прослушивания музыки 24/7.

### Музыкальное приложение MusiСures 24/7 (Начало 2020)
В 2020 году Дарья создала авторское приложение для прослушивания музыки 24/7, доступное на двух наиболее популярных мобильных операционных системах — IOS и Android.
Загрузить музыкальное приложение можно по ссылке:
MusiСures 24/7 для IOS
MusiСures 24/7 для Android
В приложении Дарья делится композициями, которые вызывают у неё самые сильные эмоции, от которых по всему телу бегут мурашки. Большинство из них она обычно играет в собственных диджей-сетах.  
Музыкальное приложение MusiСures 24/7 идеально подходит для тех, кто не хочет искать конкретный плейлист и принимать какие бы то ни было решения, а просто делает выбор в пользу наслаждения хорошей музыкой.

### MusiCures At Home (март-май2020)
С самого начала карантина, вызванного вирусом COVID-19, Дарья прямо из своей квартиры начала выходить в ефиры в музыкальный журнал 24/7 и записывать подкасты MusiCures At Home. Так получилась ежедневная программа, в которой каждый слушатель мог заказать песню в «диванчике заказов». Название пошло от чёрного диванчика, сидя на котором Дарья общается со своими слушателями на разные актуальные темы. Среди них: «Плейлист от тревожности во время изоляции», «Программа о песнях, которые вызывают в теле мурашки», «саундтреки дня» и т.д.
Таким образом Дарья поддержала всемирную инициативу #STAYHOME, которая призывает придерживаться полной изоляции во время карантина.

### Мои Пиджеи онлайн (март-май 2020)
На протяжении всего карантина Дарья выходит в прямые эфиры Инстаграм, где прямо из свой квартиры играет виниловые диджей-сеты. Таким образом она поддерживает своих пиджеев, призывая вытанцовывать стресс и тревожность, оставаясь дома и занимаясь любимым делом. Все это Дарья называет "Мои Пиджеи онлайн". Вcе записи стримов сохраняются на её Инстаграм-странице @dariakolomiec_.

## Диджеинг
С 2015 года активно играет диджей сеты в различных заведениях Украины. Выступала на разогреве у Софи Эллис-Бекстор, на вечеринке Playboy, Marie Claire, OhMyLook, на открытии ресторанов Bootleger, BAO и др.

## Сотрудничество с брендами
Снималась для американского бренда Bonfolk и Krewe, украинского масс-маркета Must Have, украинских дизайнеров Ksenia Schnaider, Ksenia Gospodinova, FlowerChic, магазина Oodji, pepe jeans и др. Летом 2020 Дарья принимает участие в международной рекламной кампании спортивного бренда Adidas, амбассадором которого является долгое время. В это же время снимается для масштабной кампании бренда Nivea.

## События
Помимо работы на ТВ Даша вела различные интересные события. Например, Pepsi, Unisef, Z-Games, Atlas Weekend, Mark от Avon, UltraShop.

## Интересные факты
- 18 февраля 2015 года сидя на балконе Даша Коломиец записала промо к своему видеоблогу «Телеведущая без Телевидения»[24], где показывает свою насыщенную жизнь и наглядно иллюстрирует важность тайм-менеджмента. Успешно выпустила 33 эпизода со средней продолжительностью 10 минут.
- С 2015 года проводит лекции в школе телеведущих «ShowMax».
- В 2016 выпускала авторскую музыкальную передачу «#музыкалечи»[25] на интернет-радиостанции «Аристократы».
- Снялась в клипе Pianoбой на песню «Лучшее, Что Есть».[26]
- Вела Национальный отбор детского «Евровидения»[27] с Тимуром Мирошниченко.